# 1977
1977 (MCMLXXVII) je bilo navadno leto, ki se je po gregorijanskem koledarju začelo na soboto.

## Dogodki
- 18. januar - 
  - mikrobiologi odkrijejo bakterijo povzročiteljico skrivnostne bolezni legioneloze, ki je prvič izbruhnila leto prej.
  - v strmoglavljenju letala umre tedanji predsednik vlade SFRJ Džemal Bijedić z ženo.
- 4. marec - potres v Vrancei (Romunija) povzroči smrt več kot 1500 ljudi, tresenje tal je čutiti po vsem Balkanu.
- 10. marec - ameriški astronomi odkrijejo Uranove obroče.
- 27. marec - najsmrtonosnejša nesreča v zgodovini letalstva: v trčenju dveh potniških letal Boeing 747 na letališču Los Rodeos na Tenerifih umre 583 potnikov in članov posadke.(tenerifska letalska nesreča)
- 8. april – punk skupina The Clash izda debitantski album The Clash pri založbi CBS Records.
- 22. april - prvi uspešen prenos telefonskega signala preko optičnih vlaken.
- 17. maj - stranka Likud pod vodstvom Menahema Begina zmaga na parlamentarnih volitvah v Izraelu.
- 25. maj - v ameriških kinematografih pričnejo predvajati prvi film iz serije Vojna zvezd, ki postane najbolj gledani film vseh časov.
- 5. junij - v državnem udaru na Sejšelih je strmoglavljen prvi predsednik; njegov naslednik kasneje uvede enostrankarski socializem.
- 15. junij - v Španiji potekajo prve demokratične volitve po 41 letih pod Francovo oblastjo.
- 26. junij - Elvis Presley ima v Indianapolisu svoj zadnji koncert.
- 27. junij - Džibuti postane neodvisna država.
- 5. julij - general Mohamed Zia-ul-Haq v državnem udaru strmoglavi ministrskega predsednika Pakistana Zulfikarja Alija Bhuttoja.
- 13. julij - somalijska vojska napade Ogaden v Etiopiji; začetek ogadenske vojne.
- 22. julij - 9 mesecev po tistem ko je bil odstavljen med kulturno revolucijo se Kitajski voditelj Deng Xiaoping vrne na oblast.
- 12. avgust - prvi prosti polet raketoplana Enterprise, prototipa ameriškega programa raketoplanov.
- 20. avgust - NASA izstreli medplanetarno sondo Voyager 2.
- 5. september - z nekaj dnevno zamudo NASA izstreli medplanetarno sondo Voyager 1.
- 7. september - Panama in Združene države Amerike podpišejo sporazum o statusu panamskega prekopa, po katerem ZDA predajo nadzor na prekopom Panami konec 20. stoletja.
- 1. oktober - brazilski nogometaš Pelé odigra svojo poslovilno tekmo.
- 20. oktober - strmoglavi letalo s člani skupine Lynyrd Skynyrd, umrejo Ronnie Van Zant, Steve Gaines in Cassie Gaines.
- 26. oktober - odkrit je zadnji naravni primer bolezni črnih koz, ki od takrat velja za iztrebljeno.
- 1. november - astronom Charles T. Kowal odkrije 2060 Hiron, prvega znanega predstavnika Kentavrov, novega razreda planetoidov.
- 8. november - grški arheolog Manolis Andronikos odkrije nedotaknjeno grobnico Filipa II. Makedonskega v Vergini.
- 19. november - Anvar Sadat kot prvi arabski državnik obišče Izrael, kjer se s premierjem Menahemom Beginom dogovarjata o trajnem premirju.
- 22. november - v Arpanetu je prvič uporabljen protokolski sklad TCP/IP, ki danes predstavlja temelj interneta.
- 4. december - predsednik Srednjeafriške republike Jean-Bedel Bokassa se okrona za cesarja.

## Rojstva
- 13. januar - Orlando Bloom, angleški filmski igralec
- 22. januar -  Hidetoshi Nakata, japonski nogometaš
- 26. januar - Vince Carter, ameriški košarkar
- 2. februar - Shakira, kolumbijska pevka
- 5. februar - Ben Ainslie, angleški jadralec
- 6. februar - Mitja Petkovšek, slovenski telovadec
- 15. februar - Milenko Ačimovič, slovenski nogometaš
- 28. februar - Tomi Meglič, slovenski glasbenik
- 2. marec - Chris Martin, angleški glasbenik
- 4. marec - Ana Guevara, mehiška atletinja
- 7. maj - Marko Milič, slovenski košarkar
- 10. maj - Nick Heidfeld, nemški dirkač Formule 1
- 11. maj - Janne Ahonen, finski smučarski skakalec
- 13. maj - Nana Milčinski, slovenska dramaturginja, gledališka in televizijska režiserka in pevka
- 14. maj - Mate Bekavac, slovenski klarinetist, skladatelj in dirigent
- 1. junij - Gorazd Škof, slovenski rokometaš
- 8. junij - Kanye West, ameriški raper in producent
- 19. junij - Urška Klakočar Zupančič, slovenska pravnica, pisateljica in političarka
- 27. junij - Raúl, španski nogometaš
- 30. junij - Aljuš Pertinač, slovenski politolog in politik
- 1. julij - 
  - Helena Jaklitsch, slovenska zgodovinarka in političarka
  - Liv Tyler, ameriška igralka
- 14. julij - Viktorija, švedska prestolonaslednica
- 21. julij - Chad Hurley, ameriški programer in poslovnež
- 28. julij - Emanuel Ginobili, argentinski košarkar
- 8. avgust - Tommy Ingebrigtsen, norveški smučarski skakalec
- 17. avgust - Thierry Henry, francoski nogometaš
- 12. oktober - Bode Miller, ameriški alpski smučar
- 17. oktober - André Villas-Boas, portugalski nogometni trener
- 24. oktober - Branko Jordan, slovenski gledališki igralec
- 16. november - Maggie Gyllenhaal, ameriška igralka
- 3. december - Adam Małysz, poljski smučarski skakalec
- 21. december - Emmanuel Macron, predsednik Francije

## Smrti
- 18. januar - Džemal Bijedić, bosanski politik (* 1917)
- 9. februar - 
  - Alia, jordanska kraljica (* 1948)
  - Sergej Vladimirovič Iljušin, ruski letalski inženir in vojaški pilot (* 1894)
- 23. februar - Khunu Rinpoche, tibetanski budistični učitelj (* 1895)
- 5. marec - Tom Pryce, valižanski dirkač (* 1949)
- 4. april - Dušan Pirjevec, slovenski literarni zgodovinar in teoretik (* 1920)
- 3. junij - 
  - Archibald Vivian Hill, angleški fiziolog, nobelovec (* 1886)
  - Roberto Rosselini, italijanski filmski režiser (* 1906)
- 16. junij - Wernher von Braun, nemški raketni inženir (* 1912)
- 2. julij - Vladimir Nabokov, ruski pisatelj, entomolog in šahist (* 1899)
- 4. avgust - 
  - Edgar Douglas Adrian, angleški nevrofiziolog, nobelovec (* 1889)
  - Ernst Bloch, nemški filozof (* 1885)
- 14. avgust - Alexander Luria, ruski psiholog (* 1902)
- 16. avgust - Elvis Presley, ameriški pevec, (* 1935)
- 19. avgust - Groucho Marx, ameriški komik in igralec (* 1890)
- 16. september - Maria Callas, grška sopranistka (* 1923)
- 18. september - Paul Isaac Bernays, švicarski matematik in logik (* 1888)
- 20. oktober - člani skupine Lynyrd Skynyrd
  - Cassie Gaines, ameriška pevka (* 1948)
  - Steve Gaines, ameriški glasbenik (* 1949)
  - Ronnie Van Zant, ameriški pevec (* 1948)
- 5. november - René Goscinny, francoski stripar (* 1926)
- 14. november - A. C. Bhaktivedanta Svami Prabhupada, indijski verski voditelj (* 1896)
- 25. december - Charlie Chaplin, angleško-ameriški filmski igralec, filmski režiser (* 1889)

## Nobelove nagrade
- Fizika - Philip Warren Anderson, Nevill Francis Mott, John Hasbrouck van Vleck
- Kemija - Ilya Prigogine
- Fiziologija ali medicina - Roger Guillemin, Andrew V. Schally, Rosalyn Yalow
- Književnost - Vicente Aleixandre
- Mir - Amnesty International
- Ekonomija - Bertil Ohlin, James Meade